# Honschaft Velbert
Die Honschaft Velbert war vom Mittelalter bis in das 19. Jahrhundert hinein eine von 14 Honschaften im Landgericht Homberg des Amtes Angermund im Herzogtum Berg.
Im Zuge einer Verwaltungsreform innerhalb des Großherzogtums Berg wurde 1808 die Bürgermeisterei Velbert gebildet und die Honschaft bildete im 19. Jahrhundert daraufhin eine der unteren Verwaltungseinheiten der bergischen Bürgermeisterei im Kreis Elberfeld des Regierungsbezirks Düsseldorf innerhalb der preußischen Rheinprovinz.
Laut der Statistik und Topographie des Regierungsbezirks Düsseldorf von 1832 gehörten zu der Honschaft folgende übergeordnete Ortschaften und Wohnplätze: Boven, Friedbusch, Hioben, Hixholz, Klüppelholz, Uellenbeck und Unterste Kamp.
Das Gemeindelexikon für die Provinz Rheinland listet 1888 die Ortschaften und Wohnplätze detailliert auf: Am Diek, Am Hau, Am klaren Sprung, Am Linken, Am Winkel, An der Lantert, An der Tenne, Auf der Delle, Bartelsheide, Bartelskamp, Bastertsteich, Bierhöfe, Birkenfeld, Bover Fliethen, Brangenberg, Bremen, Brunssiepen, Burg, Buschkothen, Eichfeld, Eikheister, Engelsberg, Eselssiepen, Fantenhäuschen, Fantenhaus, Feldchen, Friedbusch, Friedfeld, Gellenkothen, Gellenkothens Häuschen, Grafenberg, Grünenthal, Hackfeld, Häuershäuschen, Heidefeld, Hengst, Hixholz, Höfgessiepen, Höhnen, Höltersheide, Hoferheide, Hofersiepen, Im neuen Sonenschein, In der Lantert, Joven, Jover Fliethen, Juth, Kämpchen, Kämper Erlen, Kamp, Kattensiepen, Klein Hefel, Klein Langenberg, Klüppelholz, Kothen, Küppersteeg, Lieversholz, Lindenkamp, Lissabon, Meer, Mohnenbusch, Nedderheide, Neue Burg, Neuenhaus, Neuenkothen, Oberste Birken, Oberste Kamp, Offer Fliethen, Putschenholz, Röttgen, Rosenbaum, Rosenkamp, Sandhaus, Sau, Schafhaus, Schlechterdelle, Schnappstüber, Schwanenfeld, Siepen, Sieperhäuschen, Sontum, Sontumer Fliethen, Spieteik, Strötershäuschen, Üllenbeck, Unterste Birken, Weinberg, Wildenburg und Windeln.
Seit 1846 bildete die Bürgermeisterei Velbert eine Gemeinde gemäß der Gemeinde-Ordnung für die Rheinprovinz vom 23. Juli 1845. Am 23. Oktober 1856 wurde der Gemeinde Velbert die Rheinische Städteordnung verliehen. Das Gebiet der Honschaft Velbert liegt heute im Stadtbezirk Mitte der Stadt Velbert.